# Louis Vauxcelles

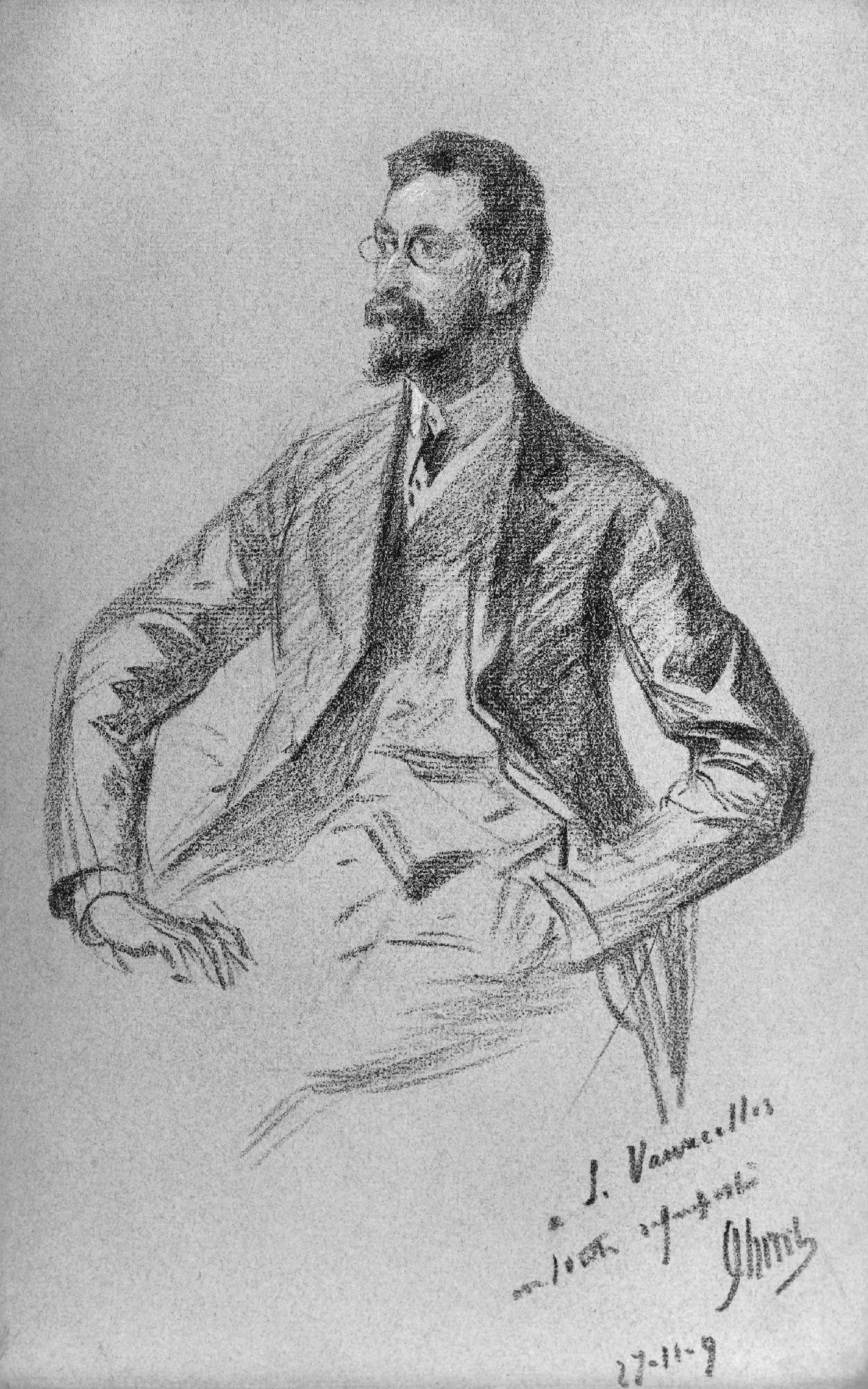
Jules Chéret: Porträt Louis Vauxcelles, 1909

Louis Vauxcelles, eigentlich Louis Mayer, Pseudonym Pinturicchio (* 1. Januar 1870 in Paris; † 21. Juli 1943 ebenda) war einer der einflussreichsten Kunstkritiker des 20. Jahrhunderts. Er prägte unter anderem die kunstgeschichtlichen Begriffe Fauvismus, Kubismus und Tubismus.

## Wirken
Von seiner sehr konservativen Grundeinstellung geprägt, lehnte Vauxcelles die avantgardistischen Strömungen der Malerei zu Beginn des 20. Jahrhunderts grundsätzlich ab und griff vor allem die Kubisten scharf an. Er arbeitete anfangs für verschiedenste Magazine (unter anderem L’Art et la Vie), ab 1904 vor allem für die Kunst-Rubrik der einflussreichen Zeitschrift Gil Blas, in deren Auftrag er papiers (etwa: Berichte) über die zeitgenössischen Pariser Kunstausstellungen verfasste. In diesen „Berichten“ prägte er viele Begriffe, die heute in die kunstgeschichtliche Terminologie eingegangen sind: etwa Fauvismus (Textstelle Oktober 1905: „Mais c'est Donatello parmi les Fauves“, etwa: „Das aber ist Donatello unter den Fauves“ [den „jungen Wilden“, gemeint sind die auch später mit diesem Begriff bezeichneten Pariser Maler]) oder Kubismus (November 1908: „M Braque [...] réduit tout, sites figures maisons, à des schémas géométriques, à des cubes“, etwa: „Herr Braque [...] löst alles, Orte, Personen, Häuser, in geometrische Figuren, in Kuben auf“).
Die eigentliche Analyse der Werke trat durch die offensive Formulierung oft in den Hintergrund; seine „Berichte“ stellten häufig polarisierende Angriffe auf beinahe alle neueren Entwicklungen (nicht nur) der Malerei dar. Nach der Ausstellung  im Salon des Indépendants von 1911, in dem die Puteaux-Gruppe ihre Werke präsentiert hatte, bezeichnete er Fernand Léger als Tubisten und prägte damit einen Ausdruck, der bis heute in der Beschreibung dieses Malers eine Rolle spielt. Auch bezeichnete er alle Maler dieser Gruppe abwertend als „Ubu-Kub“ (abgeleitet von den Begriffen „Ubu Roi“ und der deutschen Version des Wortes Kubus für Würfel) und verbreitete das Gerücht, dass die Gruppe ein „entreprise dirigée par les Allemands, contre la peinture française“ (ein „von den Deutschen gegen die französische Malerei gerichtetes Unternehmen“) sei. Es war diese Aussage, auf die Picasso 1912 satirisch mit seinem Werk „Bouillon Kub“ reagierte. Picasso selbst blieb ebenfalls von der beißenden Kritik Vauxcelles’ keineswegs verschont, obwohl er offensichtlich seine Werke kaum gekannt haben dürfte:„J’ai crainte que le mystère dont s’entoure Picasso ne serve sa légende. Qu’il fasse une exposition [...] nous le jugerons. André Salmon le compare à Goethe. C’est bien grave…“ – „ich habe die Befürchtung, dass die Geheimniskrämerei Picassos seinem Nachleben nicht dienlich ist. Sollte er eine Ausstellung machen [...] werden wir ihn beurteilen. André Salmon vergleicht ihn mit Goethe. Das ist übertrieben ...“ (Artikel in Les Arts, 1912). Ebenfalls aus der Feder Vauxcelles’ stammt ursprünglich das später weit verbreitete Gerücht, der Kubismus stelle lediglich die Verbindung von Vulgarisations-Ideen für die nicht-euklidische Geometrie und der von Maurice Princet herausgegebenen Theorien Riemanns dar.